# Dannemora (Szwecja)
Dannemora – miejscowość (tätort) w Szwecji, w regionie administracyjnym (län) Uppsala, w gminie Östhammar.
Według danych Szwedzkiego Urzędu Statystycznego liczba ludności wyniosła: 214 (31 grudnia 2015), 227 (31 grudnia 2018) i 234 (31 grudnia 2019).